# Itaguatins
Itaguatins is een gemeente in de Braziliaanse deelstaat Tocantins. De gemeente telt 6.226 inwoners (schatting 2009).